# Керим Мемедали Ходжа
Керим Мемедали Ходжа (на албански: Qerim Memedali Hoxha; на македонска литературна норма: Ќерим Мемедали Хоџа) е албански писател за деца и публицист от Социалистическа Република Македония.

## Биография
Ходжа е роден в 1924 година в стружкото село Радолища. Основно училище завършва в Струга, а средно в Скопие. Първо е просветен работник, а по-късно е новинар във „Флака е влазеримит“. Редактор е в списанията за деца „Гезими“ и „Фатоси“. Смятан е за основоположник на книжовността за деца на албански език в СР Македония.

## Произведения
- Песни, 1952 (заедно с Лютви Руси);
- Кај изворот, 1960;
- Кога дува ветерот, 1962;
- Нашите дни, 1979;
- Кажи ми го името, 1989.